# الإجهاض في ليتوانيا
الإجهاض في ليتوانيا قانوني ومتاح عند الطلب حتى الأسبوع الثاني عشر من الحمل وحتى 22 أسبوعًا لأسباب طبية. بينما كانت ليتوانيا جمهورية من الاتحاد السوفيتي (مثل جمهورية ليتوانيا الاشتراكية السوفياتية), كانت عمليات الإجهاض تنظمها حكومة الاتحاد السوفيتي.

## تاريخ
بعد أن أصبحت جمهورية ليتوانيا السوفيتية الاشتراكية في 21 يوليو 1940, اتبعت ليتوانيا قوانين الإجهاض في الاتحاد السوفيتي. في 27 يونيو 1936, حظر الاتحاد السوفيتي عمليات الإجهاض ما لم يكن هناك خطر على حياة الأم أو أن يرث الطفل مرضًا خطيرًا من الوالدين. بموجب هذا القانون, كان من المفترض إجراء عمليات الإجهاض في دور التوليد والمستشفيات, والأطباء الذين تجاهلوا ذلك يتعرضون للسجن لمدة عام إلى عامين.
في 23 نوفمبر 1955, أصدر الاتحاد السوفيتي مرسومًا يسمح بإجراء عمليات الإجهاض عند الطلب. في وقت لاحق من ذلك العام, تم تقييد الإجهاض بحيث لا يمكن إجراؤه إلا في الأشهر الثلاثة الأولى من الحمل إلا إذا كانت الولادة تعرض الأم للخطر. كان على الأطباء إجراء عمليات الإجهاض في المستشفيات, وما لم تكن الأم في خطر, تم تحصيل رسوم. إذا لم يتم إجراء الإجهاض في المستشفى, فقد يُسجن الطبيب لمدة عام, بينما يمكن أن يُسجن الشخص الذي لا يحمل شهادة طبية لمدة عامين. قد تؤدي الإصابة الخطيرة أو الوفاة للمرأة الحامل إلى تمديد العقوبة حتى ثماني سنوات.
كانت حكومة الاتحاد السوفياتي قلقة بشأن معدل عمليات الإجهاض غير القانونية وحاولت التقليل من حدوثها. في 31 ديسمبر 1987, أعلن الاتحاد السوفيتي أنه سيسمح للعديد من المؤسسات الطبية بإجراء عمليات الإجهاض حتى الأسبوع الثامن والعشرين من الحمل. في عام 1989, كان هناك 50,100 حالة إجهاض و 55,782 ولادة حية في ليتوانيا. وبحلول عام 2010, انخفض عدد حالات الإجهاض إلى 6,989 عملية إجهاض و 35,626 ولادة حية. اعتبارًا من 2010 بلغ معدل الإجهاض 9.8 حالة إجهاض لكل 1,000 امرأة تتراوح أعمارهن بين 15 و 44 عامًا.
من عام 1995 إلى عام 2000, كان معدل الخصوبة الإجمالي في ليتوانيا 1.4 طفل / امرأة, وهو ما تريد الحكومة رسميًا زيادته. معدل الخصوبة المنخفض في ليتوانيا, وتقاليدها الكاثوليكية تجعل الإجهاض قضية سياسية مثيرة للجدل, وتحدث محاولات منتظمة لتقييده. كانت هناك عدة محاولات في السنوات الأخيرة لاعتماد قانون أكثر تقييدًا للإجهاض, خاصة بعد عام 2005. ترتبط مثل هذه المحاولات بشكل خاص بالأقلية البولندية.